# 佩里萨克
佩里萨克（法語：Périssac，法語發音：[peʁisak]）是法国吉伦特省的一个市镇，位于该省北部，属于利布尔讷区。

## 地理
佩里萨克（45°1'8"N, 0°19'26"W）面积12.16 平方千米，位于法国新阿基坦大区吉倫特省，该省份为法国西南部沿海省份，是法國本土面积最大的省，北起滨海夏朗德省，西临大西洋，南至朗德省，东南接洛特-加龍省，东临多爾多涅省。
与佩里萨克接壤的市镇（或旧市镇、城区）包括：加尔贡、马尔瑟奈、圣西耶达布扎克、圣热内德弗龙萨克、蒂扎克德拉普亚德、韦拉克。

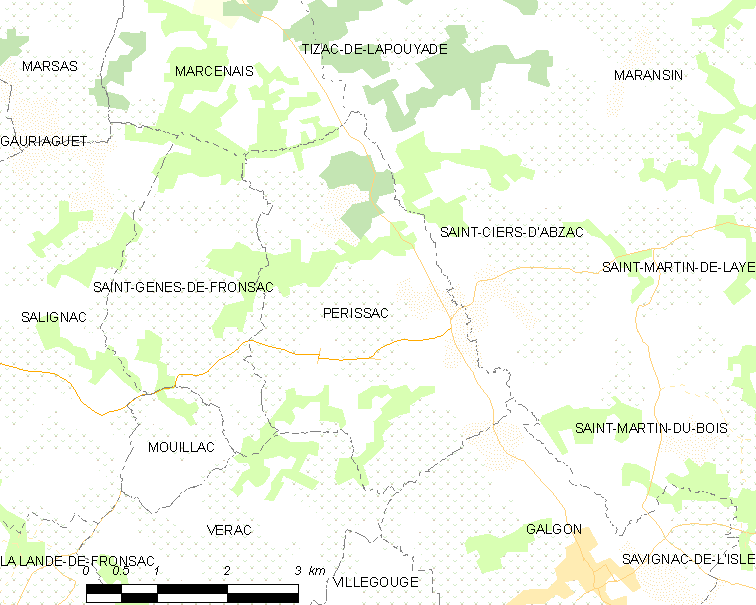
佩里萨克的OSM定位图

佩里萨克的时区为UTC+01:00、UTC+02:00（夏令时）。

## 行政
佩里萨克的邮政编码为33240，INSEE市镇编码为33317。

## 政治
佩里萨克所属的省级选区为北吉伦特县。

## 人口

1962-2008年间佩里萨克人口变化图示

佩里萨克于2022年1月1日时的人口数量为1185人。